# Chiesa di San Nicola (Altstätten)
La chiesa di San Nicola (o "di San Nicolao"; in tedesco: Kirche St. Nikolaus) è un luogo di culto cattolico di Altstätten nel Canton San Gallo in Svizzera; l'edificio è situato nel centro storico del comune, del quale è la chiesa parrocchiale.

## Storia

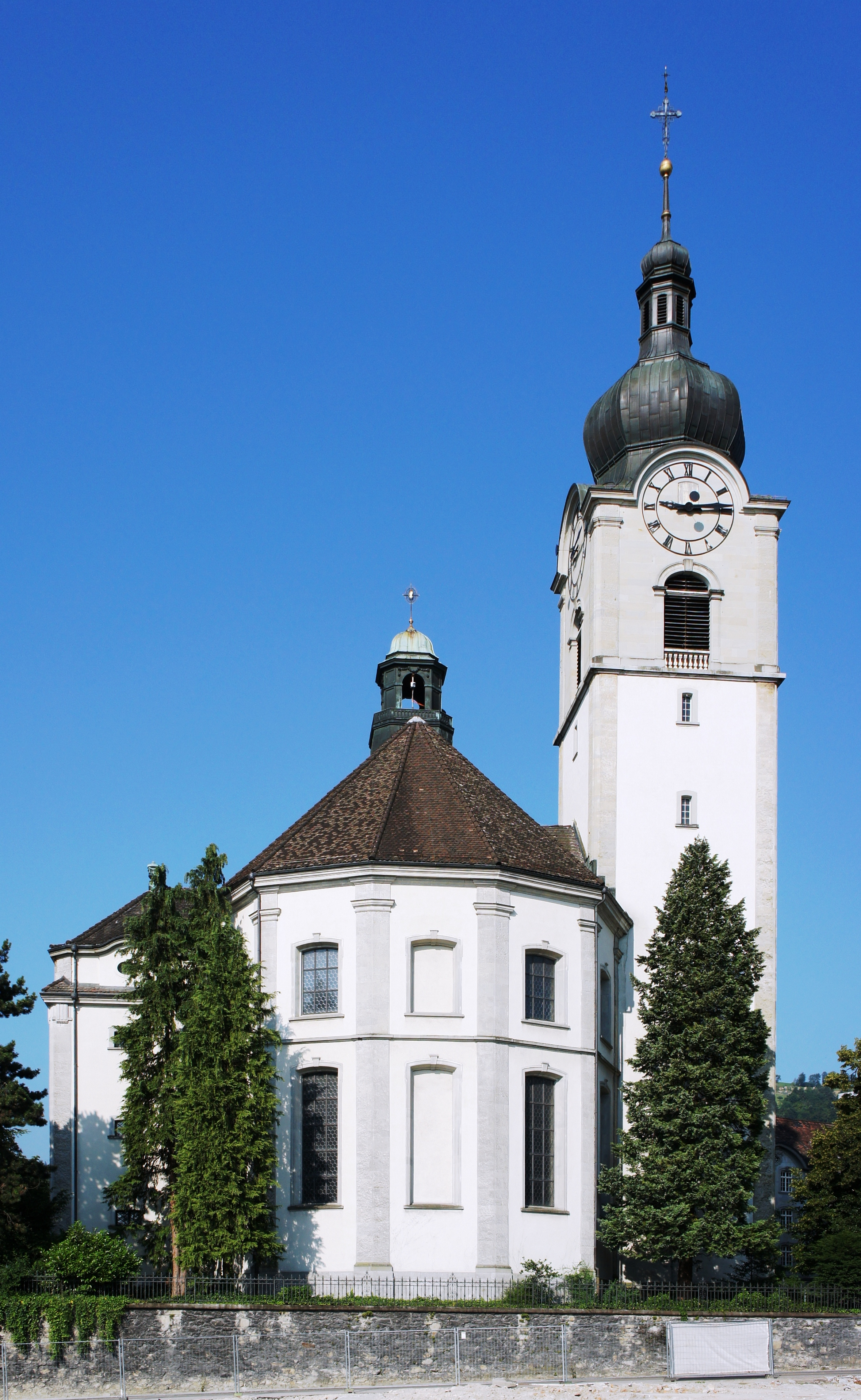
Veduta absidale

La prima chiesa di San Nicola di Altstätten è attestata dal 1275 quale filiale di Marbach; divenne sede parrocchiale forse nel 1359, quando Marbach e Altstätten furono incorporate all'abbazia di San Gallo. Dopo i conflitti dell'epoca della Riforma protestante, dal 1531 fu utilizzata coma chiesa paritaria da cattolici e riformati, anche se fino al XVII permasero conflittualità tra le due confessioni. La chiesa fu rinnovata nel 1567-1568, dopo un grande incendio cittadino, e nel 1763; nel 1792 cattolici e riformati concordarono la ricostruzione dell'edificio, che fu eretto nelle forme attuali tra il 1794 e il 1798 da Johann Jakob Haltiner e da suo figlio Johann Ulrich. Consacrata nel 1804, fu restaurata internamente nel 1884 ed esternamente nel 1909-1910 e nel 1920-1921 in stile neobarocco. Con la costruzione della chiesa riformata (1904-1906) terminò l'uso paritario della chiesa.